# Дялу-Роатей
Дялу-Роатей (рум. Dealu Roatei) — село у повіті Алба в Румунії. Адміністративно підпорядковане місту Златна.
Село розташоване на відстані 296 км на північний захід від Бухареста, 33 км на захід від Алба-Юлії, 80 км на південний захід від Клуж-Напоки.

## Населення
За даними перепису населення 2002 року у селі проживали 30 осіб, усі — румуни. Усі жителі села рідною мовою назвали румунську.